# Kelzer- und Saarscher Bachtal
Das Naturschutzgebiet Kelzer- und Saarscher Bachtal liegt im Gemeindegebiet Simmerath, westlich von Lammersdorf und berührt die Kalltalsperre im Norden.

## Beschreibung
Naturnahe Laubwaldreste sind in den Talauen des Kelzer und des Saarscher Bachs zu finden. Die drei westlichen Quellbäche sind eingetieft und begradigt. Sie sind gesäumt von Erlen und Strauchweiden. Ab der Kläranlage fließt der Bach durch ein mit Fichen bewaldetes Kerbtal. Die Talsohle ist an der breitesten Stelle etwa zehn Meter breit. Das Bachbett, zwei bis drei Meter breit, ist mit bis zu vier Metern hohen Felssteilwänden gesäumt, mit vielen kleinen Kaskaden, Schotterbänken und Kolke. Die Talsohle ist streckenweise mit alten Erlen, Stieleichen und Bergahorn bewachsen. Auf den nördlichen Waldlichtungen ist eine Pfeifengrasheide mit eingestreute Glockenheide, Torfmoosflächen und einem entwässerten Hochmoorteil mit typischen Pflanzen wie Moorlilie erhalten geblieben. Die vielen eingestreuten natürlichen und künstlichen Gesteinsbiotope reichern das Gebiet zusätzlich strukturell an. Im Hinblick auf den landesweiten Biotopverbund naturnaher Fließgewässer stellt das Gebiet einen wichtigen Baustein dar; Schutzziel ist die Erhaltung der Fließgewässerdynamik durch Erhaltung des Wasserregimes sowie der schonende Rückbau der Fichtenforste in naturnahe Laubwaldbestände.

## Schutzzweck
Folgende zu schützende Biotoptypen sind in diesem Gebiet anzutreffen: Quellen, natürliche Felsbildungen, naturnahe und unverbaute Bachabschnitte, Auenwälder, Bruchwälder, Nass- und Feuchtgrünland, Feuchtheide- und Moorrelikte.

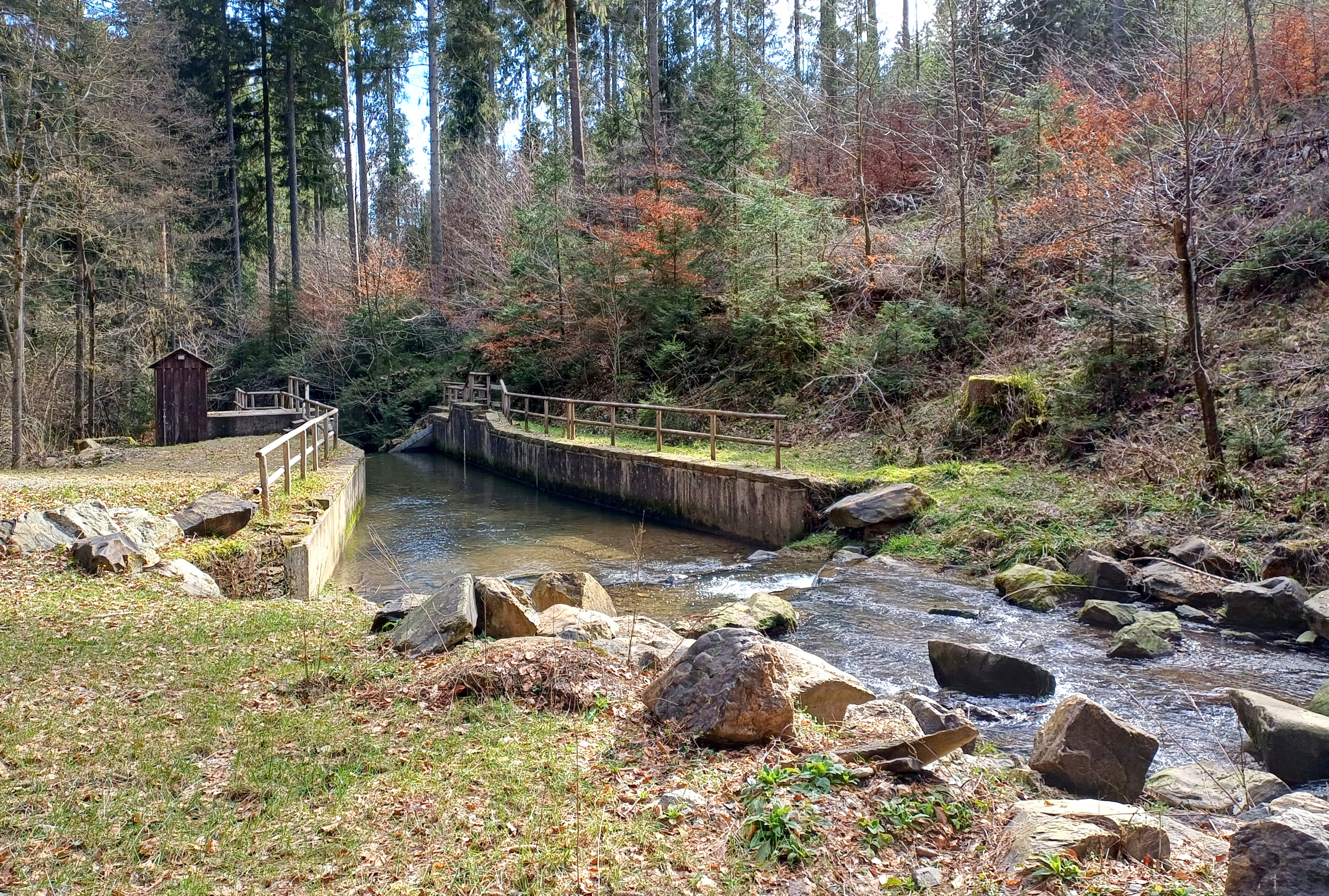
Stauwehr Kelzerbach
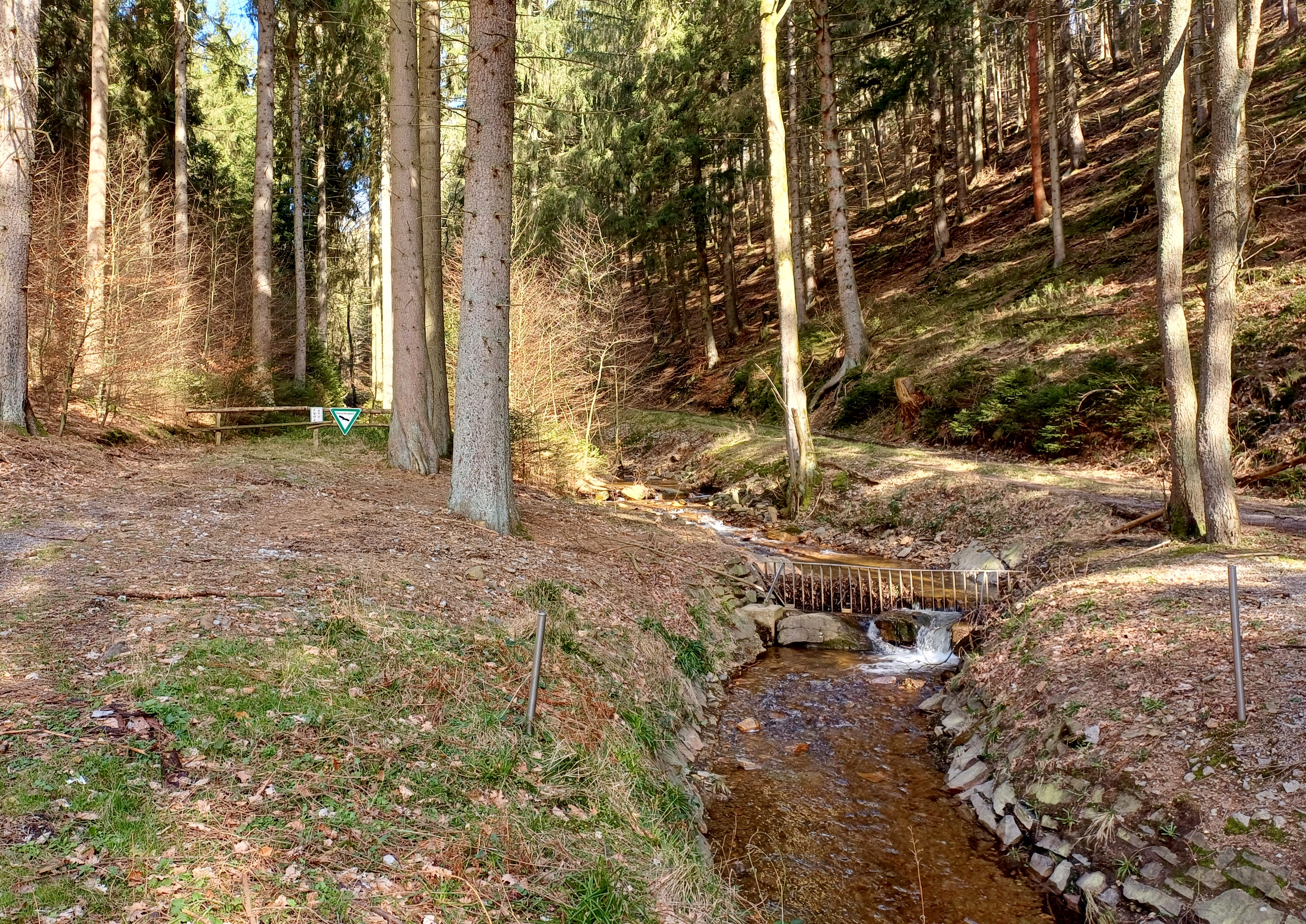
Zufluss Saarscher Bach